# Carlton (Oregon)
Carlton az Amerikai Egyesült Államok északnyugati részén, Oregon állam Yamhill megyéjében elhelyezkedő város. A 2020. évi népszámlálási adatok alapján 2220 lakosa van.

## Története
Nevének eredete vitatott: egy megyei tisztviselő szerint névadója Wilson Carl, míg A. E. Bones, a posta vezetője szerint R. R. Thompson utasítására John Carlról nevezték el; a férfiak esetleg rokonok lehettek.
Az 1874-ben megnyílt posta első vezetője F. J. Fryer volt.

## Oktatás
A város iskoláinak fenntartója a Yamhill Carlton Tankerület.

## Nevezetes személyek
- Matt Marshall, golfjátékos[6]
- Peter Broderick, zenész[7]

## Fordítás
- Ez a szócikk részben vagy egészben  a   Carlton, Oregon című angol Wikipédia-szócikk ezen változatának fordításán alapul.  Az eredeti cikk szerkesztőit annak laptörténete sorolja fel. Ez a jelzés csupán a megfogalmazás eredetét és a szerzői jogokat jelzi, nem szolgál a cikkben szereplő információk forrásmegjelöléseként.